# Études-Tableaux

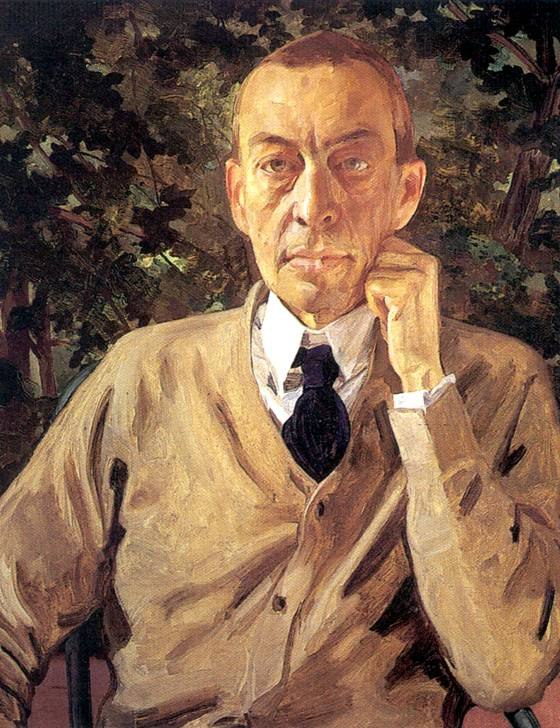
Retrato de Serguéi Rajmáninov (1925) por Konstantin Somov.

Los Études-tableaux son dos conjuntos de estudios para piano compuestos por Serguéi Rajmáninov en los años 1911 y 1916. Reciben los números de opus Op. 33 y Op. 39, respectivamente. 
Estos conjuntos se suponía que eran "piezas de imágenes", esencialmente "evocaciones musicales de estimulación visual externa". Rajmáninov no dio a conocer qué inspiró cada pieza, afirmando: «Yo no creo en el artista que revela mucho acerca de sus imágenes. Dejemos que ellas pinten por sí mismas lo que más sugieran.» Sin embargo, compartió voluntariamente las fuentes de algunos de estos estudios con el compositor italiano Ottorino Respighi cuando este llevó a cabo la orquestación de estas piezas en 1930.

## Historia
Rajmáninov compuso los Études-tableaux Op. 33 en Ivanovka entre agosto y septiembre de 1911, un año después de completar su segundo conjunto de preludios para piano Op. 32. A pesar de que los Études-tableaux Op. 33 comparten en ciertos momentos algunas similitudes estilísticas con los preludios, en realidad son muy diferentes a ellos. En los preludios, Rajmáninov puso mucho énfasis en el establecimiento de estados de ánimo bien definidos y el correcto desarrollo de los temas musicales. El biógrafo del compositor, Max Harrison, define estos estudios como una investigación del compositor de los climas más específicos propios de cada sentimiento a través de texturas y sonoridades del piano. Por tanto, son menos predecibles que los preludios y compositivamente marcan un avance en la técnica pianística. Al igual que ocurre con los estudios para piano de Claude Debussy, Aleksandr Skriabin, Olivier Messiaen y György Ligeti, los Études-tableaux son un compendio de los descubrimientos que llevó a cabo quien los compuso acerca del piano y de cómo debe ser escrita la música para este instrumento.
Rajmáninov inicialmente escribió nueve piezas para su Op. 33, pero publicó sólo seis en 1914. Un estudio fue posteriormente revisado y aplicado a su obra Op. 39, que también forma parte de los Études-tableaux. Los otros dos aparecieron póstumamente y son hoy usualmente interpretados junto con los otros seis, integrantes de la Op. 33. La interpretación de estos ocho estudios juntos podría considerarse que va contra la intención del compositor. Esto se debe a que los seis publicados originalmente están unificados a través de "conexiones melódico-celulares" en gran parte de la misma manera que en los Études Symphoniques de Robert Schumann.
Los Études-tableaux, escritos entre 1916 y 1917 y publicados en 1917, fueron el último trabajo de composición sustancial escrito por Rajmáninov mientras se encontraba en Rusia. Este autor entonces había estado escuchando profundamente a sus contemporáneos Skriabin y Prokófiev. Además, había estudiado la producción musical de Skriabin con el fin de preparar un recital en su memoria, en el cual el propio Rajmáninov interpretaría las piezas en honor al compositor antes mencionado. 
A pesar de que fue duramente criticado por el enfoque excesivamente analítico de su forma de tocar y la falta general de capturar el espíritu de vuelo libre que Skriabin había logrado tan bien en su propia interpretación, las semillas de composición resultantes de su estudio de Skriabin habían sido plantadas en Serguéi. Dio como resultado una angulosidad melódica y armónica picante que apareció en estos estudios.
La serie Op. 39 se considera la más exigente en cuanto a técnica en comparación con la serie Op. 33. Fue denominada como extremadamente virtuosa en cuanto a su escritura para el teclado llamando a posiciones de la mano no convencionales, grandes saltos de los dedos y un requerimiento de fuerza técnica considerable por parte artista intérprete o ejecutante. Además, el estado de ánimo individual y el carácter apasionado de cada pieza plantean problemas musicales que impiden el correcto desempeñode aquellos ejecutantes que no poseen una técnica física tremenda.

## Études-tableauxOp. 33
La Op. 33 estaba destinada originalmente a ser integrada por nueve estudios, pero el compositor decidió publicar sólo seis de ellos en 1911. El número tres y el número cinco fueron publicados a título póstumo y con frecuencia se incluyen entre los seis estudios “principales”. El número cuatro fue trasladado a la Op. 39, donde figura como número seis de esa serie. 
El conjunto de la Opus 33 comprende ocho estudios:
- N.º 1 en fa menor: Allegro non troppo

Esta pieza es un estudio en el que se alternan las manos y encontramos fuertes síncopas. El compás varía constantemente entre 2/4, 3/4, 4/4, 5/4 y 3/2. Algunos estudiosos encuentran paralelismos entre esta pieza y el estudio Op. 25 n.º 4 de Chopin, bromeando al decir que Rajmáninov lo ejecutó mientras escribía este estudio.
- N.º 2 en do mayor: Allegro

- N.º 3 en do menor: Grave

La solemne melodía de la elegía es presentada de inmediato. Sin embargo, el tema inicial completo no se recapitula y una sección de transición un tanto ambigua tonalmente, ya que va oscilando entre la tónica menor y la tónica mayor, para resolver en un tema sereno en do mayor. El clímax parece conducir hacia do menor de nuevo, pero finalmente regresa a do mayor. La pieza termina con unos tranquilos acordes como de campana en do mayor.
- N.º 4 en re menor: Moderato

- N.º 5 en mi bemol menor: Non allegro - presto

Fue originalmente publicado como número 3 de este opus.
- N.º 6 en mi bemol mayor: Allegro con fuoco

Fue originalmente publicado como número 4 de este opus. Apodado «Escena en la Feria» según confesó el propio Rajmáninov a Respighi, la obra evoca una atmósfera lúdica y vibrante, con su estridente fanfarria de apertura que incluye tríos y una salvaje alternancia de acordes. La sección media plantea un gran desafío pianístico con enormes saltos de la mano que llevan a acordes de décimo grado, haciendo que ejecutar las figuras en el tempo correcto sea mucho más difícil. El estudio requiere fuerza, precisión, resistencia, control rítmico, así como un equilibrio dinámico y tonal.
- N.º 7 en sol menor: Moderato

Fue originalmente publicado como número 5 de este opus. Una pieza de la melancolía cuya decimosexta nota de acompañamiento se entrelaza entre las manos. La principal dificultad de la pieza es facilitar alteraciones suaves con las manos sin afectar la fluidez de la melodía.
- N.º 8 en do sostenido menor: Grave

Fue originalmente publicado como número 6 de este opus. Una gran pieza fuerte, con patrones de saltos en la mano izquierda, que crean un estruendo enorme. La pieza presenta fuertes disonancias, pero también contiene un interludio romántico magnífico.

## Études-tableauxOp. 39
El conjunto de la Opus 39 comprende nueve estudios:
- N.º 1 en do menor: Allegro agitato

Este agitado y apasionado estudio explota algunos de los recursos del piano casi sin tregua. Así pues, requiere que el intérprete tenga una mano derecha incansable y una mano izquierda a menudo audazmente sincopada; además de una considerable destreza para iluminar las voces interiores. Técnicamente la música está en un clímax casi continuo. Se asemeja al Preludio en mi bemol menor de Chopin.
- N.º 2 en la menor: Lento assai

También es conocido como «El mar y las gaviotas». Aunque técnicamente sencilla, la obra contiene muchas texturas musicales que hace de él un estudio de difícil interpretación. Esta melancólica pieza requiere un control mucho mayor del ejecutante para proyectar el carácter tranquilo de este estudio. Es necesaria una ejecución delicada para evitar que la música llegue a resultar monótona. La elaboración técnica del estudio está en la métrica 2 sobre 3, el cruce de manos y el largo tramo de figuras arpegiadas en la mano izquierda. El final es trágico y poético.
- N.º 3 en fa sostenido menor: Allegro molto
- N.º 4 en si menor: Allegro assai
- N.º 5 en mi bemol menor: Apassionato

Este estudio requiere de dedos muy fuertes y manos grandes. El tema principal apasionado y turbulento se afirma enfáticamente. A continuación, el tema es presentado en un volumen mucho más tranquilo. Esto finalmente conduce a una melodía nostalgia segunda. Esta melodía es inestable debido al incansable acompañamiento en el bajo. El tema principal se recapitula y conduce a un clímax. La música se calma y el carácter pasa de apasionado a sombrío. La música se vuelve más desolada para terminar finalmente con una tercera de picardía en mi bemol mayor.
- N.º 6 en la menor: Allegro

Esta agresiva e intimidante pieza comienza con una amenante octava en escala cromática descendente en el teclado, contestada por unas figuras rápidas y agudas parloteantes que con el tiempo se transforman en una marcha. La música se vuelve frenética y una vez que ha alcanzado el presto parece casi fuera de control. El efecto de la obra es aparentemente misterioso, aunque a la vez completamente unificado. Conocida como «Caperucita roja y el lobo», la pieza concluye con la escala cromática, sonando como si el lobo se hubiese tragado a Caperucita Roja entera.
Originalmente este estudio era el cuarto de la serie Op. 33. Podemos asumir que Rajmáninov revisó exhaustivamente la pieza para incorporarla aquí, dado que exhibe todos los rasgos rítmicos y armónicos pianísticos, que caracterizan a la serie Op. 39.
- N.º 7 en do menor: Lento
- N.º 8 en re menor: Allegro moderato

Este es un estudio lírico y musical de las notas dobles. Exige precisión en el pedal, figuras flexibles e independientes y agilidad. La obra contiene líneas melódicas muy largas y definidas en legato, que contrastan con una sección intermedia en staccato.
- N.º 9 en re mayor: Allegro moderato, Tempo di Marcia

## Discografía
- Op. 33 & Op. 39 completos: Vladimir Ashkenazy (Decca Records)
- Op. 33 & Op. 39 completos: Howard Shelley (Hyperion Records)
- Op. 33 n.º 2 & n.º 7; Op. 39 n.º 4 & n.º 6: Serguéi Rajmáninov (RCA Records, Telarc)
- Op. 33 n.º 2 & n.º 6; Op. 39 n.º 9: Vladimir Horowitz (Sony)
- Op. 33 n.º 1 & n.º 7; Op. 39 n.º 4 & n.º 7: Zoltán Kocsis (Philips, Hungaroton)
- Op. 39 n.º 3 & n.º 5: Andrej Gawrilow (EMI)